# Marie-Isabelle de Rohan
Marie-Isabelle-Gabrielle-Angélique de Rohan (17 janvier 1699 – 5 janvier 1754) est une aristocrate française et la petite-fille de Madame de Ventadour. Marie-Isabelle est comme sa grand-mère avant elle la gouvernante des enfants de Louis XV et de son épouse Marie Leszczynska.

## Biographie
Née à Paris, elle est le quatrième enfant d'Hercule-Mériadec de Rohan-Soubise, duc de Rohan-Rohan et de sa première épouse Anne-Geneviève de Lévis. En tant que membre de la Maison de Rohan elle a le rang de princesse étrangère donné à sa famille au début du XVIIe siècle en raison de leur ascendance revendiquée jusqu'au ducs de Bretagne. 
Elle épouse Joseph d'Hostun de La Baume, fils de Camille d'Hostun de La Baume, duc de Tallard, le 13 mars 1713. La mariée est âgée de quatorze ans et son mari a dix-sept de plus qu'elle. Le couple a un fils unique, Louis-Charles-Joseph, dernier duc d'Hostun.
La jeune duchesse est attachée à la maison d'Élisabeth-Charlotte de Bavière, épouse de Philippe de France, Monsieur et mère de Philippe d'Orléans, régent de France. La grand-mère de Marie-Isabelle, Madame de Ventadour fait également de la partie de la maison de Madame. La duchesse est ensuite dame du palais de la reine Marie de 1725 à 1729 . La reine aurait été proche de duchesse et Louis XV est fréquemment invité à ses dîners à Versailles.
En 1735, sa grand-mère Charlotte de La Mothe-Houdancourt prend sa retraite de son poste de Gouvernante des Enfants de France. La position est alors donnée à Marie-Isabelle, qui devient responsable de l'éducation et de la protection de Louis, dauphin de France ainsi que de ses nombreuses sœurs, les princesses Louise-Élisabeth, sa jumelle Henriette, et Adélaïde. Elle est ensuite responsable des filles du dauphin lui-même. Elle occupe ce poste jusqu'à sa mort le 5 janvier 1754, sa nièce Madame de Marsan la remplaçant alors. Sa belle-sœur Anne-Julie-Adélaïde de Melun officie également comme sous-gouvernante des enfants royaux. Madame de Tallard est ensuite la dame de compagnie d'Henriette de France.
Elle décède dans la nuit du 4 et 5 janvier 1754 au château de Versailles et nomme son cousin Charles, prince de Rochefort son unique héritier, mourant sans enfants. Son mari survit vingt mois à sa disparition. Sa mort est une grande tristesse pour le roi ainsi que pour ses nombreux protégés .
Elle est enterrée le 7 janvier 1754 à l'Église de La Merci, à Paris, le traditionnel lieu de sépulture de la lignée Soubise de la Maison de Rohan .